# Grand Prix Formule 1 van China 2007
De Grand Prix Formule 1 van China 2007 werd gehouden van 5 tot 7 oktober 2007 op het Shanghai International Circuit.

## Kwalificatie
| Positie | Nummer | Naam                 | Team               | Part 1   | Part 2   | Part 3   |
| ------- | ------ | -------------------- | ------------------ | -------- | -------- | -------- |
| 1       | 2      | Lewis Hamilton       | McLaren-Mercedes   | 1:35.798 | 1:35.898 | 1:35.908 |
| 2       | 6      | Kimi Räikkönen       | Ferrari            | 1:35.692 | 1:35.381 | 1:36.044 |
| 3       | 5      | Felipe Massa         | Ferrari            | 1:35.792 | 1:35.796 | 1:36.221 |
| 4       | 1      | Fernando Alonso      | McLaren-Mercedes   | 1:35.809 | 1:35.845 | 1:36.576 |
| 5       | 14     | David Coulthard      | Red Bull-Renault   | 1:36.930 | 1:36.252 | 1:37.619 |
| 6       | 11     | Ralf Schumacher      | Toyota             | 1:37.135 | 1:36.709 | 1:38.013 |
| 7       | 15     | Mark Webber          | Red Bull-Renault   | 1:37.199 | 1:36.602 | 1:38.153 |
| 8       | 9      | Nick Heidfeld        | BMW Sauber         | 1:36.737 | 1:36.217 | 1:38.455 |
| 9       | 10     | Robert Kubica        | BMW Sauber         | 1:36.309 | 1:36.116 | 1:38.472 |
| 10      | 7      | Jenson Button        | Honda              | 1:37.092 | 1:36.771 | 1:39.285 |
| 11      | 18     | Vitantonio Liuzzi    | Toro Rosso-Ferrari | 1:37.047 | 1:36.862 |          |
| 12      | 12     | Jarno Trulli         | Toyota             | 1:37.209 | 1:36.959 |          |
| 13      | 4      | Heikki Kovalainen    | Renault            | 1:37.225 | 1:36.991 |          |
| 14      | 23     | Anthony Davidson     | Super Aguri-Honda  | 1:37.203 | 1:37.247 |          |
| 15      | 16     | Nico Rosberg         | Williams-Toyota    | 1:37.144 | 1:37.483 |          |
| 16      | 8      | Rubens Barrichello   | Honda              | 1:37.251 |          |          |
| 17      | 19     | Sebastian Vettel     | Toro Rosso-Ferrari | 1:37.006 | 1:36.891 |          |
| 18      | 3      | Giancarlo Fisichella | Renault            | 1:37.290 |          |          |
| 19      | 17     | Alexander Wurz       | Williams-Toyota    | 1:37.456 |          |          |
| 20      | 22     | Takuma Sato          | Super Aguri-Honda  | 1:38.218 |          |          |
| 21      | 20     | Adrian Sutil         | Spyker-Ferrari     | 1:38.668 |          |          |
| 22      | 21     | Sakon Yamamoto       | Spyker-Ferrari     | 1:39.336 |          |          |

## Race
| Positie | Nummer | Coureur              | Team               | Rondes | Tijd/Oorzaak uitval | Startplaats | Punten |
| ------- | ------ | -------------------- | ------------------ | ------ | ------------------- | ----------- | ------ |
| 1       | 6      | Kimi Räikkönen       | Ferrari            | 56     | 1:37:58.395         | 2           | 10     |
| 2       | 1      | Fernando Alonso      | McLaren-Mercedes   | 56     | +9.806              | 4           | 8      |
| 3       | 5      | Felipe Massa         | Ferrari            | 56     | +12.891             | 3           | 6      |
| 4       | 19     | Sebastian Vettel     | Toro Rosso-Ferrari | 56     | +53.509             | 17          | 5      |
| 5       | 7      | Jenson Button        | Honda              | 56     | +1:08.666           | 10          | 4      |
| 6       | 18     | Vitantonio Liuzzi    | Toro Rosso-Ferrari | 56     | +1:13.673           | 11          | 3      |
| 7       | 9      | Nick Heidfeld        | BMW Sauber         | 56     | +1:14.224           | 8           | 2      |
| 8       | 14     | David Coulthard      | Red Bull-Renault   | 56     | +1:20.750           | 5           | 1      |
| 9       | 4      | Heikki Kovalainen    | Renault            | 56     | +1:21.186           | 13          |        |
| 10      | 15     | Mark Webber          | Red Bull-Renault   | 56     | +1:24.685           | 7           |        |
| 11      | 3      | Giancarlo Fisichella | Renault            | 56     | +1:26.683           | 18          |        |
| 12      | 17     | Alexander Wurz       | Williams-Toyota    | 55     | +1 ronde            | 19          |        |
| 13      | 12     | Jarno Trulli         | Toyota             | 55     | +1 ronde            | 12          |        |
| 14      | 22     | Takuma Sato          | Super Aguri-Honda  | 55     | +1 ronde            | 20          |        |
| 15      | 8      | Rubens Barrichello   | Honda              | 55     | +1 ronde            | 16          |        |
| 16      | 16     | Nico Rosberg         | Williams-Toyota    | 54     | +2 rondes           | 15          |        |
| 17      | 21     | Sakon Yamamoto       | Spyker-Ferrari     | 53     | +3 rondes           | 22          |        |
| Ret     | 10     | Robert Kubica        | BMW Sauber         | 33     | Hydrauliek          | 9           |        |
| Ret     | 2      | Lewis Hamilton       | McLaren-Mercedes   | 30     | Auto in gravel      | 1           |        |
| Ret     | 11     | Ralf Schumacher      | Toyota             | 25     | Gespind             | 6           |        |
| Ret     | 20     | Adrian Sutil         | Spyker-Ferrari     | 24     | Ongeluk             | 21          |        |
| Ret     | 23     | Anthony Davidson     | Super Aguri-Honda  | 11     | Remmen              | 14          |        |

## Wetenswaardigheden
- Raceleiders: Lewis Hamilton, 24 rondes (1-14 en 20-28), Kimi Räikkönen, 31 rondes (16-19, 29-32 en 34-56) en Robert Kubica, 1 ronde (33).
- Eerste punten van het seizoen: Toro Rosso.
- Eerste en enige uitval van het seizoen 2007: Lewis Hamilton
- Laatste race: Alexander Wurz
- Ferrari won zijn 200e Formule 1-race, en stond voor de 600e keer op het podium.

## Statistieken
| Snelste ronde | Felipe Massa | Ferrari | 1:37.454 |

## Noot
- Dit was de zeshonderdste Grand Prix-start voor een Braziliaanse coureur.
- Vijftigste podiumplaats voor een Spaanse coureur.